# Jens-Peter Hecht
Jens-Peter Hecht (* 18. Dezember 1946) ist ein deutscher Sportjournalist.

## Leben
Hecht erhielt seine Journalistenausbildung bei der Lüneburger Landeszeitung, war hernach als Berichterstatter für den Weser Kurier und die Deutschen Presseagentur beschäftigt. Ab 1984 arbeitete er als Pressesprecher des Deutschen Tennis Bundes (DTB). 1986 veröffentlichte er das Buch Wie finden wir Tennistalente? „Rezeptbuch“ für Vereine, die eine gezielte und systematische Sichtung und Förderung von talentierten Kindern planen.
1988 war Hecht drei Monate für die Sport Bild tätig, kehrte im Juni 1988 ins Amt des DTB-Pressesprechers zurück. 1990 erschien das gemeinsam mit Helmut Zimmermann verfasste Werk Triumphe. Ende Oktober 1995 vermeldete der Hamburger SV Hecht als neuen Leiter der Geschäftsstelle sowie der Öffentlichkeitsarbeit. Hecht missfiel die voreilige Veröffentlichung, er sagte dem HSV ab und setzte seine Arbeit beim Deutschen Tennis Bund fort. Laut HSV bestand Hecht auf eine längere Vertragslaufzeit als mündlich vereinbart. Hecht blieb bis 1999 beim DTB.
Hecht gründete ein Unternehmen für Werbe-, Presse- und Beratungsdienste mit Sitz in Lüneburg. 2005 trug er zum Buch Erfahrungsberichte und Studien zur Fußball-Europameisterschaft den Aufsatz PR für Fernsehen. Erfahrungen bei der Pressearbeit für die ARD während der Fußball-Europameisterschaft 2004 in Portugal bei. Während der Fußball-Weltmeisterschaft 2006 leitete er am Spielort Hannover die Koordinierung der Pressearbeit, vor und im Verlauf der Fußball-WM 2010 in Südafrika war Hecht im Organisationskomitee führend für Medienzusammenarbeit zuständig, verantwortete unter anderem die Ausstattung der Pressebereiche, den Arbeitsbereich Akkreditierungen sowie die Schulung von Medienzuständigen an den Spielorten.
Ab November 2012 leitete Hecht mit seinem Unternehmen wieder die Pressearbeit des Deutschen Tennis Bundes und tat dies bis Ende 2014. Beim Niedersächsischen Fußballverband wurde er Mitglied der Lizenzierungs- sowie Medienausschüsse, in die Arbeit des Lüneburger SK Hansa brachte er sich als Pressesprecher ein. Hecht war zeitweise Vorsitzender des FDP-Kreisverbandes Lüneburg.